# Paul Bright (réalisateur)
Pour les articles homonymes, voir Paul Bright et Bright.
Paul Bright (né le 15 avril 1965) est un scénariste, réalisateur et monteur américain.

## Biographie
Il est né à Albuquerque, au Nouveau-Mexique. En 1972, après le décès de sa mère des suites d'un cancer, son père se remarie et déménage avec sa famille à Los Angeles. Il a suivi le programme de théâtre musical de la Hamilton High School et a étudié auprès de Don Bondi et du Dr Bill Teaford. Au cours de sa dernière année de lycée, il a également fréquenté à Hollywood High Performing Arts Magnet. Plus tard, il a étudié le théâtre musical au Dorothy Chandler Pavilion de Los Angeles sous la direction de Paul Gleason et a suivi une formation vocale auprès de Nathan Lam et Rickie Wiener.

## Carrière
Paul Bright a écrit, réalisé et produit onze longs métrages. Il a commencé à écrire de courtes pièces de théâtre dès son plus jeune âge, et son premier scénario de long métrage a conduit à des rencontres aux studios Disney au début de la vingtaine.[réf. nécessaire]
Au lycée, il a été découvert par un agent de Cunningham, Escott, DiPene Talent Agency de Beverly Hills et a été choisi dans de nombreuses publicités télévisées, Divorce Court, l'émission télévisée ratée de Loni Anderson, Easy Street, et le film comique de Blake Edwards, Micki et Maude.
De 2002 à 2004, il a été directeur artistique de la Gaslight Repertory Theatre Company au sud d'Austin, au Texas, où il a produit 32 productions scéniques en trois ans. Il quitte la compagnie de théâtre en 2005 pour filmer Angora Ranch,.

### Cours pédagogiques
Paul Bright est un instructeur Udemy proposant des cours pédagogiques. Ces cours comprennent l'introduction à la réalisation de films, l'écriture de scénarios, la réalisation d'un propre film indépendant et la distribution d'un propre long métrage.

## Filmographie

### Longs métrages
- 2006 : Angora Ranch
- 2007 : Theft of the Drag Queen's Wig
- 2009 : Aaron Albeit a Sex Hero
- 2010 : Altitude Falling
- 2011 : Abrupt Decision[5]
- 2012 : Goliad Rising
- 2014 : Forgotten Hero
- 2015 : Boston Nightly: Long Term Parking
- 2017 : Prof Tom Foolery Saves The Planet
- Pas sorti : Stars In His Eyes
- 2020 : Crossing Shaky Ground
- 2022 : Pocket Mouse Protector